# Hypolamprus
Hypolamprus is een geslacht van vlinders van de familie venstervlekjes (Thyrididae), uit de onderfamilie Siculodinae.

## Soorten
- H. aerarius van Eecke, 1929
- H. angulalis (Moore, 1888)
- H. atrostriatus Hampson, 1893
- H. biplagiata Warren, 1907
- H. bipunctatus Warren, 1897
- H. curviflua (Warren, 1898)
- H. distrinctus Whalley, 1971
- H. ferrofusa (Hampson, 1893)
- H. fimbriata Warren, 1896
- H. flavus Eecke, 1929
- H. fuliginosa Warren, 1907
- H. gangaba Whalley, 1971
- H. grandis Warren, 1907
- H. hemicycla (Meyrick, 1886)
- H. inductalis (Walker, 1866)
- H. irigramma Meyrick, 1934
- H. janenschi (Gaede, 1917)
- H. laticosta Warren, 1907
- H. lepraota Hampson, 1910
- H. lineatellus Eecke, 1929
- H. lobulata (Moore, 1888)
- H. media (Pagenstecher, 1888)
- H. ocellipennis (Warren, 1908)
- H. parisignata Warren, 1900
- H. polycyma Warren, 1908
- H. praelongata Warren, 1898
- H. quaesitus Whalley, 1971

- H. reticulata (Wileman, 1916)
- H. rupina Swinhoe, 1899
- H. sciodes Turner, 1911
- H. semiusta Warren, 1908
- H. squalida Warren, 1908
- H. stabilis Warren, 1908
- H. stellata (Schaus, 1913)
- H. striatalis (Swinhoe, 1886)
- H. stylophora (Swinhoe, 1895)
- H. submarmorata Warren, 1899
- H. subrosealis (Leech, 1889)
- H. subumbrata Warren, 1905
- H. tessellata Swinhoe, 1904
- H. trifascialis (Moore, 1877)
- H. venustus Eecke, 1929